# Bobby Connelly
Bobby Connelly (New York, 4 aprile 1909 – Lynbrook, 5 luglio 1922) è stato un attore statunitense, uno dei primi attori bambini del cinema americano, attivo dal 1912 alla sua morte nel 1922 (tra i 3 e i 13 anni d'età).

## Biografia
Robert Joseph "Bobby" Connelly nasce a Brooklyn nel 1909. I suoi genitori lavoravano nel vaudeville e a tre anni nel 1912 Bobby già recita al cinema con la Kalem. Nel 1913 passa alla Vitagraph, dove è impiegato in parti di supporto al fianco dei migliori attori della compagnia in numerosi lungometraggi. Nel 1914-15 gli è dato il ruolo di protagonista in un serial cinematografico dove in 21 cortometraggi interpreta il personaggio di "Sonny Jim", che lo pone all'attenzione del pubblico come uno dei più celebri attori bambini del tempo.
Nel 1917 diventa Bobby in un'altra serie di popolari cortometraggi. Come molti degli attori bambini dell'epoca lavora con ritmi che oggi sarebbero inimmaginabili, apparendo in decine e decine di pellicole. Anche la sua sorellina Helen Connelly apparve in quegli anni in una ventina di pellicole in ruoli minori, spesso al fianco del fratello.
Dal 1918 Bobby lavora ormai quasi esclusivamente in lungometraggi, con ruoli di rilievo, con la Vitagraph ma anche per altre compagnie. Nel 1920, con la Paramount, riscuote il suo maggior successo in Humoresque (1920) con la regia di Frank Borzage.
Proprio nel momento in cui ha raggiunto l'apice della sua carriera di attore bambino, le sue condìzioni di salute si aggravano. Già nel 1917 gli era stata diagnosticata una grave forma di endocardite. Tuttavia nulla gli fu risparmiato e le responsabilità di lavoro proseguirono a ritmo crescente.
Nel 1922 Connelly, ammalatosi di bronchite, muore nella casa di famiglia a Lynbrook, a soli 13 anni. Il servizio funebre è celebrato nella locale parrocchia cattolica ed è sepolto nel vicino Saint Boniface Cemetery a Elmont (New York).

## Riconoscimenti
- Young Hollywood Hall of Fame (1908-1919)

## Filmografia parziale

### Cortometraggi
- The Grandfather, regia di Harold M. Shaw (1912)
- Grandfather (1913)
- Love's Sunset, regia di Frederick A. Thomson (1913)
- Sonny Jim, serial cinematografico (1914-15) - 21 cortometraggi:
  - In cerca di una mamma (Sonny Jim in Search of a Mother), regia di Tefft Johnson (1914)
  - 'Fraid Cat, regia di Tefft Johnson (1914)
  - A Cause for Thanksgiving, regia di Tefft Johnson (1914)
  - The Faith of Sonny Jim, regia di Tefft Johnson (1915)
  - One Plus One Equals One, regia di Tefft Johnson (1915)
  - The White and Black Snowball, regia di Tefft Johnson (1915)
  - When a Feller's Nose Is Out of Joint, regia di Tefft Johnson (1915)
  - Sonny Jim and the Great American Game, regia di Tefft Johnson (1915)
- The Drudge, regia di Tefft Johnson (1914)
- An Officer and a Gentleman, regia di Harry Lambert (1914)
- The Idler, regia di Tefft Johnson (1914)
- Happy-Go-Lucky, regia di James Young (1914)
- The Little Captain, regia di Tefft Johnson (1914)
- The House on the Hill, regia di Tefft Johnson (1914)
- Kill or Cure, regia di Harry Lambert (1914)
- Goodbye Summer, regia di Van Dyke Brooke (1914)
- The Professor's Romance, regia di Sidney Drew (1914)
- The Knight Before Christmas, regia di Tefft Johnson (1914)
- Chiefly Concerning Males, regia di Tefft Johnson (1915)
- Easy Money, regia di Theodore Marston (1915)
- The Hand of God, regia di Harry Lambert (1915)
- Following the Scent, regia di Sidney Drew (1915)
- The Tigress, regia di Lorimer Johnston (1915)
- Old Good for Nuthin', regia di George Ridgwell (1915)
- The Third Party, regia di Theodore Marston (1915)
- The Prince in Disguise, regia di Tefft Johnson (1915)
- To Cherish and Protect, regia di William Humphrey (1915)
- A Case of Eugenics, regia di Sidney Drew (1915)
- From Out of the Past, regia di William Humphrey (1916)
- Her Bad Quarter of an Hour, regia di Cortland Van Deusen (1916)
- The Rookie, regia di Harry Davenport (1916)
- The Meeting, regia di John S. Robertson (1917)
- Bobby, serial cinematografico (1917) - 10 cortometraggi:
  - When Bobby Broke His Arm (1917)
  - Bobby, Movie Director (1917)
  - Bobby, Boy Scout (1917)
  - Bobby and the Home Defense (1917)
  - Bobby's Bravery (1917)
  - Bobby to the Rescue (1917)
  - Bobby's Country Adventure (1917)
  - Bobby Takes a Wife (1917)
  - Bobby the Magician (1917)
  - Just What Bobby Wanted (1917)
- Gas Logic, regia di Sidney Drew (1918)
- A Youthful Affair, regia di Sidney Drew (1918)
- Financing the Fourth, regia di Sidney Drew (1918)

### Lungometraggi
- How Cissy Made Good, regia di George D. Baker (1914)
- The Island of Regeneration, regia di Harry Davenport (1915)
- The Turn of the Road, regia di Tefft Johnson (1915)
- Britton of the Seventh, regia di Lionel Belmore (1916)
- The Writing on the Wall, regia di Tefft Johnson (1916)
- Salvation Joan, regia di Wilfrid North (1916)
- The Law Decides, regia di William P.S. Earle e Marguerite Bertsch (1916)
- The Suspect, regia di S. Rankin Drew (1916)
- The Man Behind the Curtain, regia di Cortland Van Deusen (1916)
- Fathers of Men, regia di William Humphrey (1916)
- A Prince in a Pawnshop, regia di Paul Scardon (1916)
- Her Right to Live, regia di Paul Scardon (1917)
- Intrigue, regia di John S. Robertson (1917)
- Womanhood, the Glory of the Nation, regia di J. Stuart Blackton e William P.S. Earle (1917)
- The Soul Master, regia di Marguerite Bertsch (1917)
- Beyond the Law, regia di Theodore Marston (1918)
- Out of a Clear Sky, regia di Marshall Neilan (1918)
- The Road Through the Dark, regia di Edmund Mortimer (1918)
- What Love Forgives, regia di Perry N. Vekroff (1919)
- Reclaimed: The Struggle for a Soul Between Love and Hate, regia di Harry McRae Webster (1919)
- The Unpardonable Sin, regia di Marshall Neilan (1919)
- Other Men's Shoes, regia di Edgar Lewis (1920)
- A Child for Sale, regia di Ivan Abramson (1920)
- Gli zaffiri di Kim (The Flapper), regia di Alan Crosland (1920)
- Humoresque, regia di Frank Borzage (1920)
- The Greatest Love, regia di Henry Kolker  (1920)
- The Old Oaken Bucket, regia di May Tully  (1921)
- A Wide Open Town, regia di Ralph Ince (1922)
- Wildness of Youth, regia di Ivan Abramson (1922)